# Herzgewächse
Herzgewächse, op. 20 es una composición musical para soprano, celesta, armonio y arpa del austríaco Arnold Schönberg, con letra de Maurice Maeterlinck. El autor la terminó el 9 de diciembre de 1911, y la soprano Marianne Rau-Hoeglauer la estrenó en abril de 1928.

## Características
La obra fue terminada el 9 de diciembre de 1911, y estrenada en abril de 1928 con Anton Webern a la batuta. Herzgewächse es una de las obras completamente atonales de Schönberg y una en la cual la música intenta reflejar de forma precisa el significado de las palabras.
Se trata de una obra con una duración aproximada de tres minutos y medio. Después de los primeros compases, la música se vuelve muy densa armónicamente hablando, en la que abundan los acordes con nueve, diez o incluso once sonidos sonando simultáneamente. El texto también hace una referencia directa a la línea melódica de la pieza: en momentos en que aparece escrito en la letra "Richtet sich empor" (ascendiendo imperceptiblemente), la voz de la soprano también asciende.

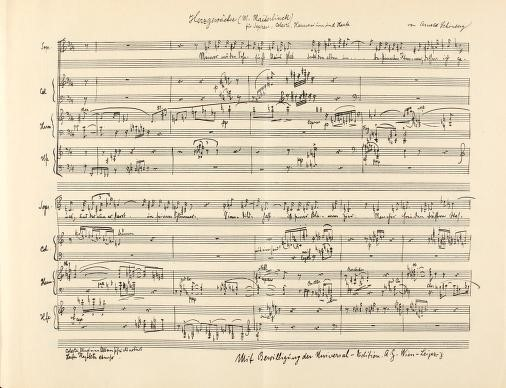
Página de la partitura en Der blaue Reiter.

Con el armonio se dan los acordes de apertura, y se toca ese instrumento en toda la pieza. La celesta y el arpa, por otro lado, tienen numerosos descansos.
La obra fue escrita originalmente para ser presentada en la revista de Vasili Kandinski Der blaue Reiter (al: El jinete azul), como ejemplo de una de las primeras obras atonales de Schoenberg.